# Záhonyi járás
A Záhonyi járás Szabolcs-Szatmár-Bereg vármegyéhez tartozó járás Magyarországon, amely 2013-ban jött létre. Székhelye Záhony. Területe 145,95 km², népessége 19 369 fő, népsűrűsége pedig 133 fő/km² volt 2013. elején. 2013. július 15-én két város (Záhony és Mándok) és kilenc község tartozott hozzá.
A Záhonyi járás a 2013-ban újonnan létrehozott járások közé tartozik, a járások 1983-as megszüntetése előtt nem létezett, Záhony korábban soha nem töltött be járási székhely szerepet. Az 1950-es járásrendezés előtt azonban Szabolcs vármegye Tiszai járásának a ma ide tartozó Mándok volt a székhelye, és területe hasonló volt a 2013-ban létrehozott Záhonyi járáséhoz.

## Települései
| Település        | Rang (2013. július 15.) | Közös hivatal | Kistérség (2013. január 1.) | Népesség (2024. január 1.) | Terület (km²) |
| ---------------- | ----------------------- | ------------- | --------------------------- | -------------------------- | ------------- |
| Záhony           | járásszékhely város     | Záhony        | Záhonyi                     | 3 712                      | 6,94          |
| Mándok           | város                   |               | Záhonyi                     | 3 721                      | 28,91         |
| Tuzsér           | nagyközség              | Tuzsér        | Záhonyi                     | 3 194                      | 15,52         |
| Benk             | község                  | Eperjeske     | Záhonyi                     | 414                        | 8,5           |
| Eperjeske        | község                  | Eperjeske     | Záhonyi                     | 1 020                      | 13,49         |
| Győröcske        | község                  | Záhony        | Záhonyi                     | 102                        | 2,11          |
| Komoró           | község                  | Tuzsér        | Záhonyi                     | 1 123                      | 11,69         |
| Tiszabezdéd      | község                  | Tiszabezdéd   | Záhonyi                     | 1 725                      | 18,63         |
| Tiszamogyorós    | község                  | Eperjeske     | Záhonyi                     | 618                        | 10,25         |
| Tiszaszentmárton | község                  | Tiszabezdéd   | Záhonyi                     | 1 080                      | 14,52         |
| Zsurk            | község                  | Záhony        | Záhonyi                     | 593                        | 15,39         |